# Ferdinand Henrik Jøhnke

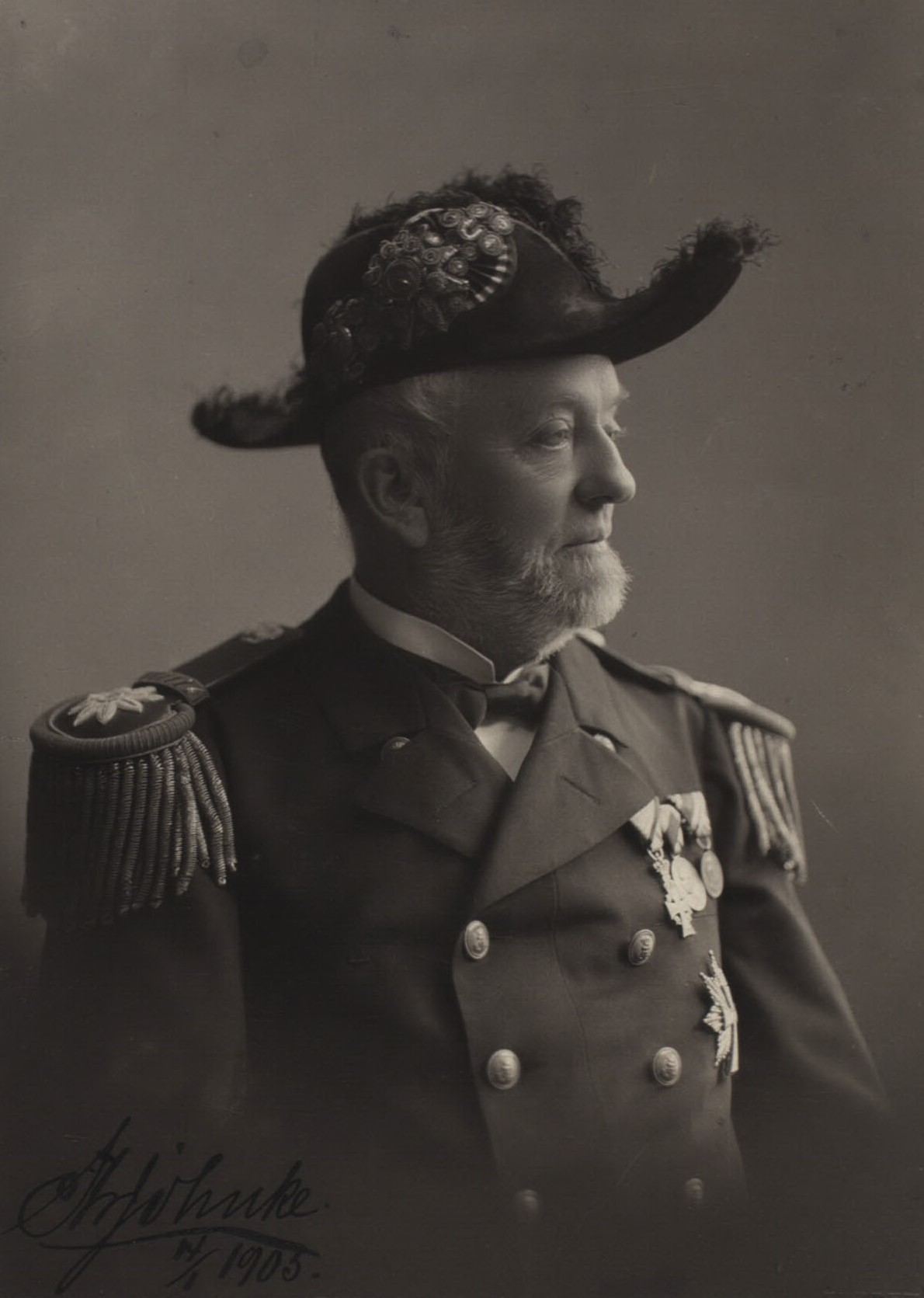
Ferdinand Henrik Jøhnke

Ferdinand Henrik Jøhnke (* 11. Mai 1837 in Kopenhagen; † 6. Januar 1908 ebenda) war ein dänischer Seeoffizier und letzter dänischer Marineminister.

## Herkunft und Familie
Ferdinand Henrik Jøhnke wurde als Sohn des Schreinermeisters Josias Jøhnke (1809–1862) und dessen Gattin Henriette, geb. Lindsted (1810–1890) geboren. Er heiratete Julie Sophie Reintzel (* 31. Oktober 1830), Tochter des Verlegers Carl Andreas Reitzel und dessen Gattin Sophie, geb. Thostrup.

## Leben
1857 wurde er Leutnant der Marine. 1858 bis 1859 war Jøhnke mit der Korvette Heimdal in Westindien. 1864 war er an Bord der Korvette Niels Juel, mit der er am Seegefecht bei Helgoland teilnahm. 1868 bis 1869 war Jøhnke mit dem Kreuzer Diana in Westindien. 1869 war er Chef des Kanonenbootes Schrødersee. 1874 wurde Jøhnke zum Kapitän ernannt. 1875 war er Chef des Kanonenbootes Falster, 1876 Chef des Kanonenbootes Møen – beides waren Probefahrten. 1878 war Jøhnke Erster Offizier der Fregatte Sjælland. Er erbrachte bedeutsame Verdienste im Seeminenwesen; so wurde unter seiner Aufsicht die Wirksamkeitsrate der Seeminen deutlich erhöht. 1879 wurde er zum Abteilungschef für das aktive Seeminenwesen ernannt. Auf diesem Posten blieb Jøhnke, bis er 1885 zum „kommandør“ (etwa Fregattenkapitän) und Chef des Seeminenkorps ernannt wurde.
Im Jahre 1876 wurden die Verteidigungsangelegenheiten in der Politik stark diskutiert und Jøhnke mischte sich in die Debatte mit seinem Buch Flydende Forter ein, in der er sich für die Verteidigung Kopenhagens durch die Marine einsetzte. Vom 24. Juli 1901 bis zum 14. Januar 1905 war Jøhnke Marineminister im Kabinett Deuntzer und damit der letzte Inhaber dieses Amtes, das im folgenden Kabinett Christensen mit dem des Kriegsministers zum Amt des Verteidigungsministers verschmolz. 1902 erhielt Jøhnke den Charakter eines Vizeadmirals. Er war Träger des Großkreuzes des Dannebrogordens.